# Рено Финалезе (Модена)
Рено Финалезе је насеље у Италији у округу Модена, региону Емилија-Ромања.
Према процени из 2011. у насељу је живело 148 становника. Насеље се налази на надморској висини од 13 м.